# Greeley County (Nebraska)
Greeley County is een county in de Amerikaanse staat Nebraska.
De county heeft een landoppervlakte van 1.476 km² en telt 2.714 inwoners (volkstelling 2000). De hoofdplaats is Greeley.

## Bevolkingsontwikkeling

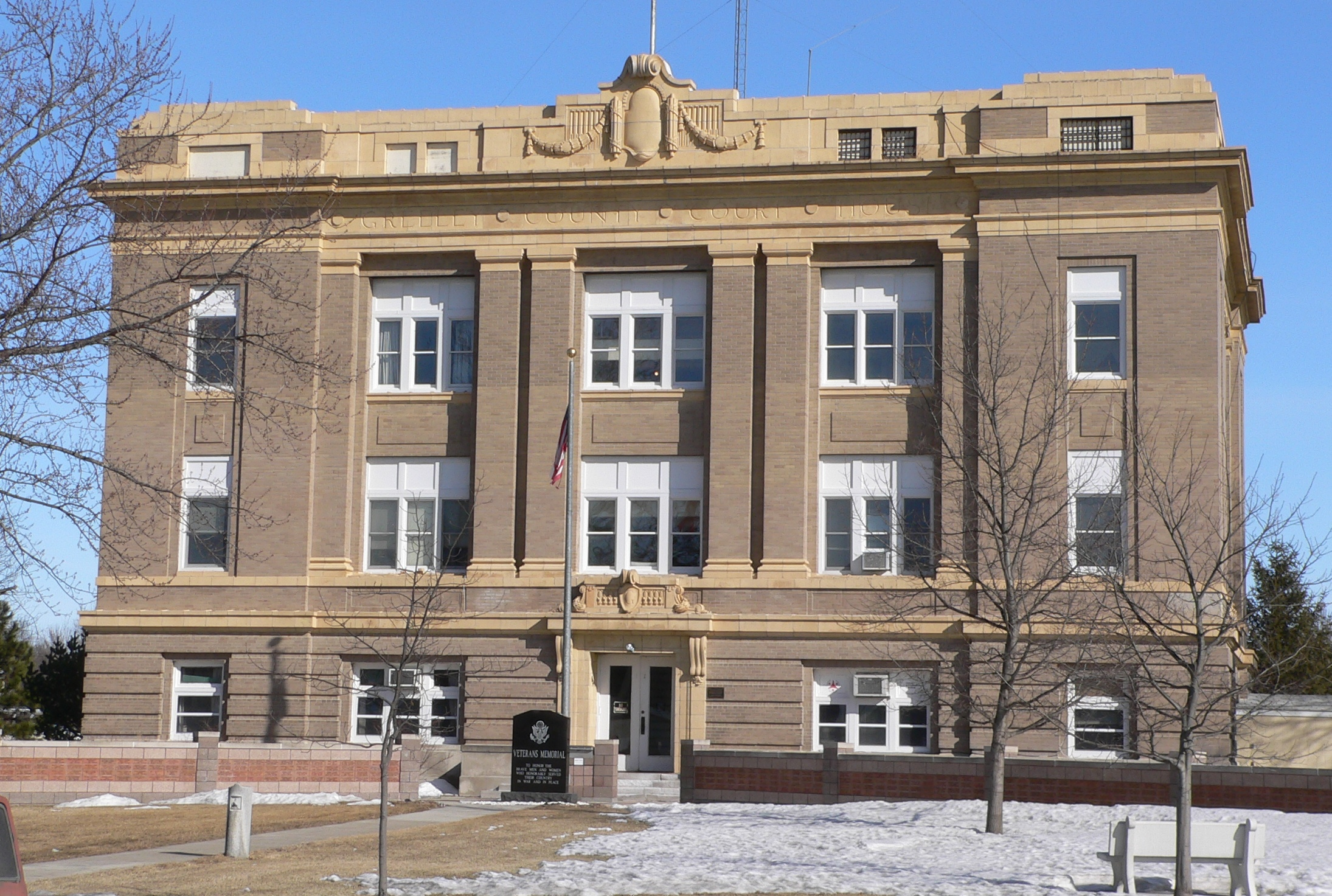
Greeley County Courthouse